# Preston Love
Preston Haynes Love (Omaha (Nebraska), 26 april 1921 – aldaar, 12 februari 2004) was een Amerikaanse jazzsaxofonist, songwriter en orkestleider.

## Biografie
Preston Love groeide op in Noord-Omaha en studeerde af aan North High. Hij werd bekend als professioneel sideman en saxofonist in de hoogtijdagen van het bigband-tijdperk. Hij was lid van de bands van Nat Towles, Lloyd Hunter, Snub Mosley, Lucky Millinder en Fats Waller, voordat hij op 22-jarige leeftijd zijn grote doorbraak kreeg bij het Count Basie Orchestra. Love speelde en nam op met de Count Basie-band van 1945-1947 en speelde op Basies enige #1 hit Open The Door Richard. Love werd uiteindelijk zelf bandleider en speelde met Lena Horne, Billie Holiday, zijn vrienden Johnny Otis en Wynonie Harris, met wie hij verschillende hits had. In 1952 lanceerde hij het kortstondige Spin Records, in samenwerking met songwriter Otis René (When It's Sleepy Time Down South). Het label bracht onder meer materiaal uit van het Preston Love Orchestra.
In de vroege jaren 1960 werkte Love samen met Ray Charles in Californië en Aretha Franklin en werd uiteindelijk Motowns huisorkestleider aan de westkust. Hij speelde en toerde met The Four Tops, The Temptations, Tammi Terrell, Marvin Gaye, Gladys Knight en anderen. Love heeft ook opgenomen met Nichelle Nichols, Janis Joplin, Frank Zappa (Freak Out), Shuggie Otis, T-Bone Walker, Charles Brown, Ruth Brown en vele anderen. Love verschijnt ook in de Clint Eastwood-film Play Misty For Me met de Johnny Otis-band. Love toerde vrij vaak door de Verenigde Staten en Europa tot in de jaren 2000 en gaf ook lezingen en schreef over de geschiedenis waar hij deel van uitmaakte. Andere legenden waarmee hij speelde, waren onder meer Smokey Robinson, Diana Ross en Stevie Wonder.
In zijn latere jaren verhuisde Love terug naar Omaha, schreef een boek, leidde bands, waarvan de laatste met zijn dochter-zangeres Portia Love, drummer Gary E. Foster, pianist Orville Johnson en bassist Nate Mickels en was reclameagent voor de lokale krant Omaha Star, die de Afrikaans-Amerikaanse gemeenschap van de stad bedient. Hij is de vader van de zangeres, songwriter en bassiste Laura Love.

## Prijzen en onderscheidingen
- 1975: Eerste jazz artist-in-residence voor de Iowa Arts Council
- 1992: Ontvangen een eredoctoraat van de Creighton University
- 2003: Op 82-jarige leeftijd werd hij door de Omaha Press Club erkend als onderdeel van hun serie Face on the Barroom Floor, ter ere van opmerkelijke nieuwsmakers.
- 2005: De non-profit Loves Jazz and Arts Centre wordt opgericht.
- 2005: Ingewijd in de Omaha Black Music Hall of Fame

## Overlijden
Preston Love overleed in februari 2004 op 82-jarige leeftijd aan de gevolgen van prostaatkanker.

## Discografie

### Als leader
- 1970: Preston Love's Omaha Bar-B-Q (Kent)
- 2001: Omaha Blues (Mexie L)
- 2003: Preston Love (Mexie L)

### Als sideman
Met Count Basie
- 1957: The Count (RCA Camden)
- 1959: Basie's Basement (RCA Camden)
- 1990: 1947 Brand New Wagon (Bluebird)

Met anderen
- 1968: T-Bone Walker, Stormy Monday Blues (BluesWay)
- 1970: Shuggie Otis, Here Comes Shuggie Otis (Epic Records)
- 1971: Johnny Otis, The Johnny Otis Show Live at Monterey! (Epic Records)
- 1980: Lucky Millinder met Sister Rosetta Tharpe, Lucky Days 1941–1945  (MCA Records)

- Bibliothèque nationale de France: cb139215396 (data)
- Gemeinsame Normdatei: 120669897
- International Standard Name Identifier: 0000 0001 1449 314X
- Library of Congress Control Number: n92097732
- MusicBrainz: 71309ebe-e249-46ec-aace-2603ba298b0d
- Nationale Bibliotheek van Israël: 987007391792305171
- SNAC: w6x49j3z
- Système universitaire de documentation: 161706576
- Virtual International Authority File: 79440234
- WorldCat: E39PBJw4ByYqRM9kCjcJXGfg8C